# خافيير فرنانديز كابريرا
خافيير فرنانديز كابريرا مارتن بيناتو (مواليد 4 أكتوبر 1984 بمدينة مدريد، إسبانيا) هو إسباني محترف كرة القدم مدرب. يدير حاليًا منتخب بنغلاديش لكرة القدم. كابريرا هو مدرب ترخيص محترف من الاتحاد الأوروبي لكرة القدم (UEFA) يتمتع بخبرة واسعة في مشاريع كرة القدم الاحترافية والشعبية. يتمتع كابريرا أيضًا بسمعة طيبة كمحلل كرة قدم. يتمتع كابريرا بخبرة العمل كمحلل خبير في أوبتا سبورت وهو حاصل أيضًا على درجة البكالوريوس في كرة القدم بالإضافة إلى الإعلان والتسويق.

## مهنة التدريب
عمل كابريرا كمدير فني ومساعد مدرب الجانب الهندي سبورتينغ غوا، من 2013 إلى 2015. في عام 2016 ، تم تعيينه مديرًا للنادي الإسباني رايو ماخاداهوندا وقضى عامًا في تدريب الفريق ، قبل أن يغادر النادي في عام 2017. علاوة على ذلك ، كان المدير الفني لأكاديمية برشلونة في شمال فيرجينيا لمدة 4 أشهر في 2018. اعتبارًا من عام 2018 ، عمل كابريرا كمدرب لأكاديمية النخبة لفريق الدوري الإسباني ديبورتيفو ألافيس ، قبل أن يتم الإعلان عنه كمدرب رئيسي لـ منتخب بنغلاديش لكرة القدم في 8 يناير 2022. 

### منتخب بنغلاديش لكرة القدم
في 19 يناير 2022 ، أنهى كابريرا توقيع عقده وتم تعيينه رسميًا كمدرب رئيسي لـ منتخب بنغلاديش لكرة القدم. عند توقيع العقد ، كانت المهمة الأولى لكابريرا هي مراقبة الدورات التدريبية لجميع فرق دوري بنغلادش الممتاز، من أجل استكشاف المواهب الجديدة.